# Fabio Dal Zotto
Fabio Dal Zotto (Vicenza, 17 de julio de 1957) es un deportista italiano que compitió en esgrima, especialista en la modalidad de florete.
Participó en los Juegos Olímpicos de Montreal 1976, obteniendo dos medallas, oro en la prueba individual y plata por equipos. Ganó tres medallas en el Campeonato Mundial de Esgrima en los años 1977 y 1979.

## Palmarés internacional
| Juegos Olímpicos   | Juegos Olímpicos         | Juegos Olímpicos  | Juegos Olímpicos    |
| Año                | Lugar                    | Medalla           | Prueba              |
| ------------------ | ------------------------ | ----------------- | ------------------- |
| 1976               | Montreal (Canadá)        | Medalla de oro    | Florete individual  |
| 1976               | Montreal (Canadá)        | Medalla de plata  | Florete por equipos |
| Campeonato Mundial |                          |                   |                     |
| Año                | Lugar                    | Medalla           | Prueba              |
| 1977               | Buenos Aires (Argentina) | Medalla de plata  | Florete por equipos |
| 1979               | Melbourne (Australia)    | Medalla de plata  | Florete por equipos |
| 1979               | Melbourne (Australia)    | Medalla de bronce | Florete individual  |